# Гуска сіра

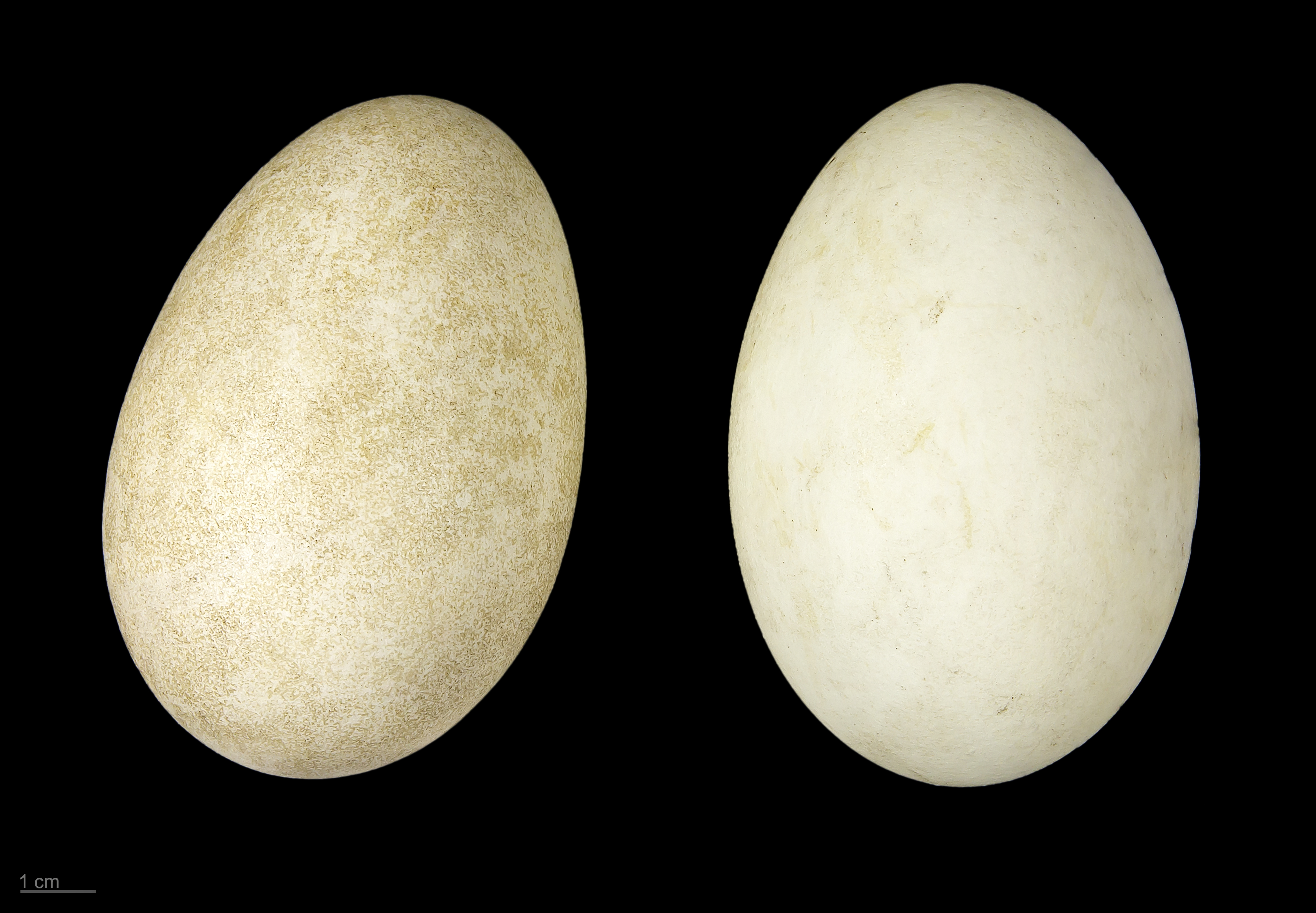
яйце Anser anser — Тулузький музей

Гу́ска сі́ра (Anser anser) — вид птахів родини качкових, один з найпоширеніших представників роду гусок (Anser). В Україні гніздовий, перелітний, зимуючий вид.

## Морфологічні ознаки
Маса тіла 2,5-6,0 кг, довжина тіла 75-90 см, розмах крил 147—180 см. Дорослий птах зверху сірувато-бурий; значна частина верхніх покривних пер крил світло-сіра; пера спини і покривні пера крил зі світлою верхівкою; низ світло-бурий, з темно-бурими плямами на череві; задня частина черева, надхвістя та підхвістя білі; стернові пера бурі, з білою верхівкою; дзьоб рожевий або жовтогарячий, на кінці білуватий; ноги рожеві. У молодого птаха спина темніша, на череві темних плям нема.

## Спосіб життя
Займає переважно великі водойми з повільною течією, або без неї з багатою навколоводною рослинністю і низьким антропогенним пресингом. У вечірні та ранкові години може живитись на полях пагонами культурних злаків.
Сірі гуси — соціальні птахи, що утворюють зграї. Це надає їм переваги тому, що пильність деяких особин у групі дозволяє решті годуватись без необхідності постійно пильнувати наближення хижаків. Після висиджування яєць родини групуються та спільно захищають потомство, залякуючи та відганяючи хижаків. Відігнавши хижака, гуси віддячують одне одному голосом та жестами.
Молоді особини залишаються з батьками як сімейна група, мігруючи з ними в більшу зграю. Родина розпадається наступного року, коли дорослі проганяють їх зі своєї гніздової території. У Європі закономірності міграції добре вивчені та відбуваються традиційними маршрутами із відомими місцями зупинки та зимівлі. Молоді птахи вивчають ці місця у своїх батьків, які зазвичай залишаються разом на все життя. Сірі гуси залишають свої місця розмноження відносно пізно восени, наприклад відліт з Ісландії завершується до листопада і розпочинають міграцію повернення вже в січні. Птахи, які розмножуються в Ісландії, зимують на Британських островах; вихідці з Центральної Європи зимують у Іспанії та Північній Африці; інші мігрують на Балкани, Туреччину та Ірак на зиму.

## Раціон
Сірі гуси переважно травоїдні та віддають перевагу коротким травам, що швидко ростуть, тому їх часто можна зустріти на пасовищах поряд з вівцями чи коровами. Оскільки трав'янисті рослини швидко проходять через кишку і мають низьку поживність, гуси більшість свого часу витрачають на харчування. Також вони живляться корінням, ягодами та водними рослинами (ряска, лепешняк плавучий). У зимовий час гуси їдять траву та листя, а також збирають зерно на стернях злаків, інколи живляться на сільськогосподарських полях, особливо вночі. Вони живляться вівсом, пшеницею, ячменем, гречкою, сочевицею, горохом та коренеплодами, іноді жолудями, також вживають дрібну рибу, земноводних, ракоподібних, молюсків та комах.

## Розмноження
Сірі гуси здебільшого формують моногамні пари довготривалим партнерством. Ймовірність зміни партнера протягом життя складає 5-8 %. Гніздо на землі — на гриві, кочках, або купі старого очерету. Воно побудоване із шматочків очерету, гілочок вересу, трави та моху, змішаних з невеликими пір'ям та пухом. Кладка складається з 4 — 10 яєць. Яйця спочатку кремово-білі, потім стають плямистими, середній розмір — 85 на 58 міліметрів
Інкубація починається після закладання останнього яйця і триває приблизно 28 днів. Самиця насиджує кладку на гнізді, самець залишається на варті десь поруч. Пташенята здатні покинути гніздо незабаром після висиджування. Обидва батьки беруть участь у піклуванні, скоро вони навчаються клювати їжу самостійно. Пташенята стають сформованими на 8-9 тиждень, приблизно в цей же час їх батьки відновлюють можливість літати після линяння.

## Поширення в Україні
Гніздиться майже на всій території, крім більшої частини заходу країни та Криму переважно в заплавах річок, та озерах з заростями очерету; мігрує скрізь; зимує на півдні.